# ولیکو کرنوو
ولیکو کرنوو (به لاتین: Veliko Korenovo) یک زیستگاه انسانی در کرواسی است.